# James J. Lander
James J. Lander (* 10. Oktober 1914 in Perry (New York); † 10. Oktober 1996 in Hilo, Hawaii) war ein US-amerikanischer Experimentalphysiker (Oberflächenphysik).
Lander studierte am Canisius College in Buffalo (New York) mit dem Master-Abschluss 1938 und wurde 1941 an der Cornell University in Physikalischer Chemie promoviert. Ab 1941 war er an den Bell Laboratories in Murray Hill.
1975 erhielt er mit Homer D. Hagstrum den Davisson-Germer-Preis für mikroskopische Pionieruntersuchungen der physikalischen und chemischen Eigenschaften spezifisch präparierter Oberflächen von Metallen und Halbleitern (Laudatio).